# راي براي
راي براي (بالإنجليزية: Ray Bray)‏ هو لاعب كرة قدم أمريكية أمريكي، ولد في 1 فبراير 1917 في كاسبين في الولايات المتحدة، وتوفي في 26 ديسمبر 1996 في ميسا في الولايات المتحدة.

## وصلات خارجية
- راي براي على موقع مرجع كرة القدم المحترفة.كوم (الإنجليزية)